# Autranella congolensis
Autranella congolensis là một loài thực vật thuộc họ Sapotaceae. Loài này có ở Cameroon, Cộng hòa Congo, Gabon, và Nigeria. Chúng hiện đang bị đe dọa vì mất môi trường sống.